# Cyberlaw
Cyberlaw, prawo cyberprzestrzeni – określenie dla dziedziny prawa, która związana jest z rozwojem nowych technologii, sztucznej inteligencji i internetu.
Określenie często utożsamiane z prawem internetu, jednak Cyberlaw to pojęcie szersze, gdyż dotyczy także np. użycia dronów. Cyberlaw zajmuje się głównie relacją pomiędzy internetem, wirtualną rzeczywistością, mediami społecznościowymi, nowymi technologiami i wynalazkami typu bitcoin, a regulacjami prawnymi dotyczącymi m.in. ochrony danych osobowych, prawa własności intelektualnej, wolnością słowa, e-commerce i przestępstwami popełnianymi w sieci.
Jest to bardzo młoda dziedzina prawa, która szybko się rozwija, odpowiadając na prawne wyzwania związane z postępem technologicznym.